# Antonie Kamerling
Antonie Kamerling (25. srpna 1966 Arnhem – 6. října 2010 Zevenhoven) byl nizozemský herec. V roce 1993 byl obsazen do role Petera Keldera v mýdlové opeře Goede tijden, slechte tijden. Tato role mu zůstala až do roku 1995, hrál v bezmála 500 dílech tohoto seriálu. V roce 1993 ztvárnil hlavní roli ve filmu De kleine blonde dood; šlo o jeho vůbec první účast ve filmu. Později hrál v mnoha dalších filmech i televizních seriálech. Od roku 1997 byla jeho manželkou herečka Isa Hoes. V roce 2010, ve svých 44 letech, spáchal sebevraždu.

## Filmografie (výběr)
- De kleine blonde dood (1993)
- Apartmá č. 16 (1994)
- Superhvězdy (1997)
- Sentimental Education (1998)
- Left Luggage (1998)
- Vrah duší (2001)
- Vymítač ďábla: Zrození (2004)
- Lovci myšlenek (2004)
- Pod nadvládou zla (2005)
- V zajetí teroru (2006)
- New Kids Turbo (2010)